# Wordclock (Band)
Wordclock ist ein 2014 debütiertes Dark-Ambient-Projekt.

## Geschichte
Der in Porto lebende und London studierte Pedro Pimentel debütierte 2014 mit dem Album Endless als Wordclock über das Dark-Ambient-Label Cryo Chamber von Simon Heath von Atrium Carceri und Za Frûmi. Über Cryo Chamber erschienen alsdann auch 2015 Self Destruction Themes und 2017 Heralds.
Bereits das Debüt wurde positiv beurteilt und als ursprünglicher, effektiver und minimalistischer Dark Ambient gelobt. Endless brachte Pimentel so Aufmerksamkeit als Produzent und Musiker im Genre. Das Album wurde hinreichend für seine Präzision gelobt und Pimentel wurde von Health als Aufstrebend hervorgehoben. Nach dem Debüt kooperierte Wordclock für Soundtrack zu Noct, einem Indie-Survival-Horror-Spiel mit dem Nine-Inch-Nails-Gitarristen Robin Finck. Erneut erfuhr Wordclock Lob für seine Arbeit, der einen mit für die schaurige Atmosphäre des Spiels verantwortlich gemacht wurde. Das Lob für Wordclock setzte sich in Besprechungen zu Self Destruction Themes, das als „Meisterwerk“ und annähernd perfekt hoch beurteilt wurde, fort. Mit Heralds nahm die internationale Beachtung merklich zu ohne in eine Beeinträchtigung der hohen Beurteilungen zu führen. Heralds, dass als Konzeptalbum sich mit dem Mythos eines alten Europas befasste, zeige das Ausmaß der Ambitionen und Fähigkeiten Pimentels als Musiker und Studiotechniker, es sei besonders „intim und definitiv künstlerisch“ und überwinde die Genregrenzen.

## Stil
Die von Wordclock gespielte Musik wird dem Dark Ambient zugerechnet. Wordclock wird hierbei von unterschiedlichen Ideen aus religiöser Musik, Minimal Electro und weiteren Musikstilen beeinflusst. In den Arrangements kombiniert Pimentel verzerrte akustische Instrumente und Field-Recording-Aufnahmen sowie Synthesizer-Musik zu einem Dark-Ambient-Klanggerüst. Durch den Einsatz akustischer Instrumente und Feld-Aufnahmen aus dem Jazz-Instrumentarium befindet sich Wordclock gelegentlich im Crossover zum Dark Jazz.

## Diskografie
- 2014: Endless (Album, Cryo Chamber)
- 2015: Noct (Kollaborations-Album mit Robin Finck, Laced Records)
- 2015: Self Destruction Themes (Album, Cryo Chamber)
- 2017: Heralds (Album, Cryo Chamber)
- 2021: A Greater Bliss (Album, Cryo Chamber)